# Repče (gmina Lublana)
Repče – wieś w Słowenii, w gminie miejskiej Lublana. W 2018 roku liczyła 69 mieszkańców. 